# Jefferson Davis
Jefferson Davis (Comtat de Christian, Kentucky, 1808 - Nova Orleans, Louisiana, 1889) fou un polític sudista, primer i únic president dels Estats Confederats d'Amèrica. Fill d'un plantador de cotó de Mississipi, es graduà a l'acadèmia militar de West Point el 1828 i lluità en la Guerra contra Mèxic el 1835, i fou ferit a la batalla de Buena Vista. Fou senador per Mississipi (1835-1845) i congressista dels EUA (1845-1846 i 1847-1861). Donà suport als Estats Confederats d'Amèrica i en fou escollit primer president el 1862. Dirigí enèrgicament l'esforç de guerra, traslladà la capital a Richmond (Virgínia) i rebutjà tots els intents de pau. La derrota de les forces sudistes l'obligà (1865) a fugir. Fet presoner pels federals el 1865, restà empresonat fins al 1868. Aleshores es dedicà als negocis privats i, temps després, escrigué Rise and Fall of the Confederate Governement (1881).

## Joventut
Davis va ser el més jove dels 10 fills de Samuel Emory Davis (1756 - 1824) i la seva esposa (en núpcies del 1783) Jane Cook. L'avi de Davis, Evan Davis (Cardiff, comtat de Glamorgan, 1729-1758), va emigrar de Gal·les, i, una vegada assentat a Virgínia, va casar-se amb Lydia Emory. El seu pare, juntament amb els seus oncles, havia servit a l'Exèrcit Continental durant la Guerra d'Independència, on va lluitar amb la cavalleria de Geòrgia i va lluitar en la batalla de Savannah com a oficial d'infanteria. A més, tres dels seus germans grans va servir durant la guerra contra el Regne Unit de 1812. Dos d'ells van servir a Andrew Jackson i va rebre honors per la seva valentia en la batalla de Nova Orleans.
Durant la joventut de Davis, la família es va traslladar en dues ocasions, el 1811 a la Parròquia de St Mary, Louisiana, i el 1812 al Comtat de Wilkinson, Mississipi, prop de la ciutat de Woodville. El 1813, Davis va començar la seva educació, juntament amb la seva germana Maria, que assistien a una escola feta de troncs, l'Acadèmia de Wilkinson, a una milla de casa seva a la petita ciutat de Woodville. Dos anys més tard, Davis va entrar a l'escola catòlica de Sant Tomàs a St Rose Priorat, una escola fundada per l'Ordre Dominicana al Comtat de Washington, Kentucky. En aquell moment, ell era l'únic estudiant protestant.
Davis va arribar a Jefferson College a Washington, Mississipi, el 1818, i a la Universitat de Transylvania, a Lexington, Kentucky, el 1821. El 1824, Davis, va entrar a l'Acadèmia Militar dels Estats Units (West Point). I va acabar el seu servei de 4 anys com a cadet de West Point, essent comissionat com a segon tinent el juny de 1828 després de graduar-se.

## Els Inicis
Davis es va enamorar de la filla de Zachary Taylor, Sarah Knox Taylor. El seu pare no estava d'acord amb el matrimoni, i Davis va renunciar al seu càrrec i es va casar amb la senyoreta Taylor el de 17 de juny de 1835, a la casa de la seva tia, a prop de Louisville, Kentucky. El matrimoni va resultar ser breu. Durant la seva visita a la germana gran de Davis, prop de Saint Francisville, Louisiana, ella va contraure la malària, aquesta moria tres mesos després del casament el 15 de setembre de 1835. El 1836 es va traslladar a Brierfield Plantation al Comtat de Warren, Mississipi. Durant vuit anys, Davis es dedicà l'estudi del govern i de la història, i la participació privada en les discussions polítiques amb el seu germà Josep.
L'any 1844 va ser elegit per la Cambra de Representants dels Estats Units, va assumir el càrrec el 4 de març de l'any següent. El 1845, Davis es va casar amb Varin Howell, la neta del mort governador de Nova Jersey, Richard Howell, qui va conèixer l'any anterior, a casa seva a Natchez, Mississipi.

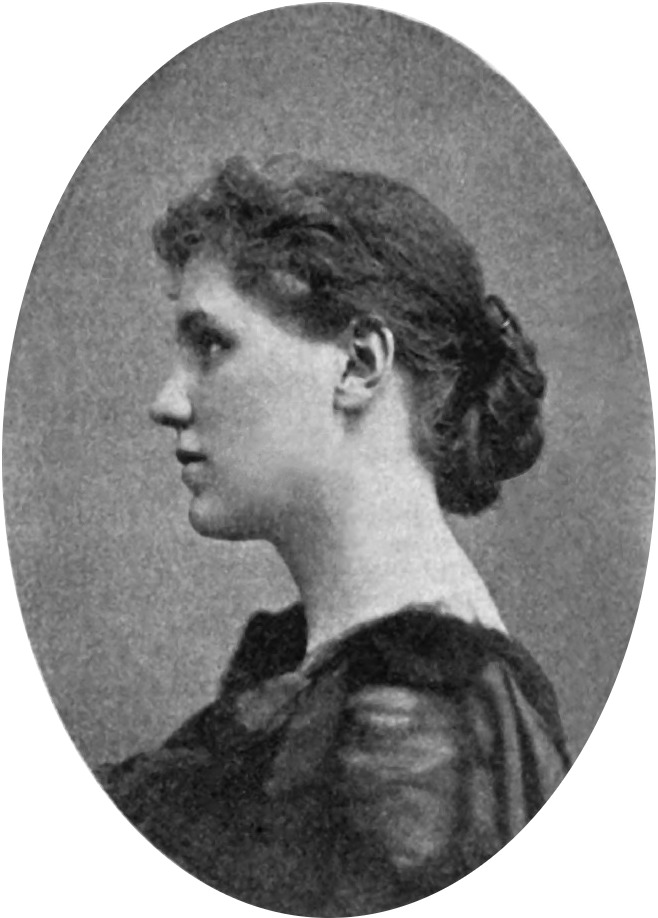
Filla de Davis, Winnie Davis

Jefferson i Varin Howell varen tenir sis fills, però només un va sobreviure a l'edat adulta.
- Samuel de Emory Davis, B. 30 juliol 1852; d. 13 juny 1854
- Margaret Howell Davis, B. 25 febrer 1855; d. 18 juliol 1909, es va casar amb Joel Addison Hayes Jr (1848-1919), cinc fills.
- Jefferson Davis, Jr, B. 16 gener 1857; d. 16 octubre 1878, mai es va casar
- Joseph Evan Davis, B. 18 abril 1859; d. 30 abril 1864
- William Howell Davis, B. 6 desembre 1861; d. 16 octubre 1872
- Varin Anne "Winnie" Davis, B. 27 juny 1864; d. 18 setembre 1898, mai es va casar

Hi ha un retrat de la senyora Jefferson Davis en la vellesa al Jefferson Davis Presidential Library a Biloxi, Mississipi, pintat per Adolfo Müller-Ury (1862-1947) el 1895 i anomenat "Viuda de la Confederació". Es va exposar a la Galeria Durand-Ruel a Nova York el 1897. El Museu de la Confederació a Richmond, Virginia, té Müller-1897-98 Ury retrat de perfil de la seva filla Winnie Davis, que l'artista exposa al Museu el 1918.

## La carrera militar
El 1846 la guerra Mexico-Americana va començar. Davis va renunciar al seu escó a la Cambra al juny i va formar un regiment de voluntaris, els Rifles de Mississipi, convertint-se en el seu coronel.
El 21 de juliol de 1846, sortiren de Nova Orleans per la costa de Texas. armats amb fusells M1841 Rifles de percussió.
El setembre de 1846 Davis va participar en el setge de Monterrey.
El 22 de febrer de 1847, Davis va lluitar en la batalla de Buena Vista, i va rebre un tret al peu, rescatat per Robert H. Chilton. Van condecorar a Davis pel seu valor i la seva iniciativa, el comandament del general Zachary Taylor li atribueixen haver dit: "La meva filla, senyor, és més bona jutgessa que jo ." 
El 17 de maig de 1847, el President James K. Polk va oferir Davis, una comissió federal com a general de brigada i el comandament d'una brigada de la milícia. Es va negar el nomenament argumentant que la Constitució dels Estats Units li dona el poder de nomenar oficials de la milícia als estats, i no al govern federal dels Estats Units.
López buscar tant Davis i Robert E. Lee per dirigir la seva primera expedició filibustera a Cuba, però tots dos el van rebutjar.

## Senador

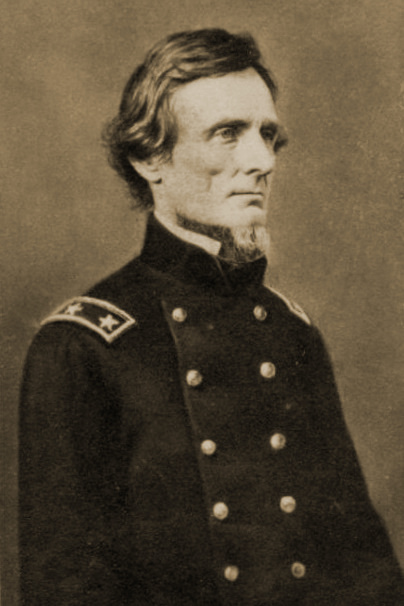
El senador Davis

El governador de Mississipi designar Davis per substituir al Senat el lloc de Jesse Speight. Va prendre possessió de l'escó el 5 de desembre de 1847, i va ser escollit per la resta del mandat el gener de 1848. A més, la Institució Smithsonian el va nomenar regent a finals de desembre de 1847.
Davis va presentar una esmena al Tractat de Guadalupe-Hidalgo amb l'annex de la majoria del nord-est de Mèxic. Va fracassar per 44 vots en contra i 11 a favor.
El Senat va fer Davis, president de la Comissió d'Afers Militars. En finalitzar el seu mandat va ser elegit per al mateix seient (pel legislador de Mississipi). Mesos després renuncia (el setembre de 1851) com a candidat a la governació de Misissipí tot i que fou derrotat pel també senador Henry Foote, per 999 vots de diferència.
Davis va continuar la seva activitat política. Va prendre part en una convenció sobre els drets dels estats, celebrada a Jackson, Mississipi, el gener de 1852. En les setmanes prèvies a les eleccions presidencials de 1852, va fer campanya en nombrosos estats del sud per als candidats demòcrates Franklin Pierce i William R. King.

## Secretari de la guerra
Pierce va guanyar les eleccions i el 1853 va fer de Davis el seu secretari de guerra. En aquesta capacitat, Davis va presentar al Congrés quatre informes anuals (el desembre de cada any), així com un d'extraordinari(presentat el 22 febrer 1855)que proposa a diferents vies per al ferrocarril transcontinental, promovent la compra de Gadsden del sud d'Arizona avui dia dels E.U.A. L'Administració de Pierce va acabar el 1857. El president va perdre la nominació demòcrata, I va entrar en el seu lloc James Buchanan.

## Tornar al Senat
El seu servei renovat al Senat va ser interromput per una malaltia que l'amenaçava amb la pèrdua del seu ull esquerre. Sent nominalment al Senat, Davis va passar l'estiu de 1858 a Portland, Maine. El Quatre de Juliol, va pronunciar un discurs anti-secessionista a bord d'un vaixell prop de Boston. Es va instar de nou a la preservació de la Unió l'11 d'octubre al Faneuil Hall, de Boston, i va tornar al Senat poc temps després.
Després d'haver servit com a secretari de guerra sota el govern del President Franklin Pierce, també sabia que el sud no tenia els recursos militars i navals necessaris per defensar-se a si mateix si la guerra fos a començar. Després de l'elecció d'Abraham Lincoln el 1860, però, els esdeveniments es va accelerar. I Carolina del Sud va aprovar una ordenança de la secessió el 20 de desembre de 1860, i Mississipi el 9 de gener de 1861. Tan bon punt Davis va rebre la notificació oficial d'aquest fet, va pronunciar un discurs de comiat per al Senat dels Estats Units, va renunciar i va tornar a Mississipi.

## President de la confederació

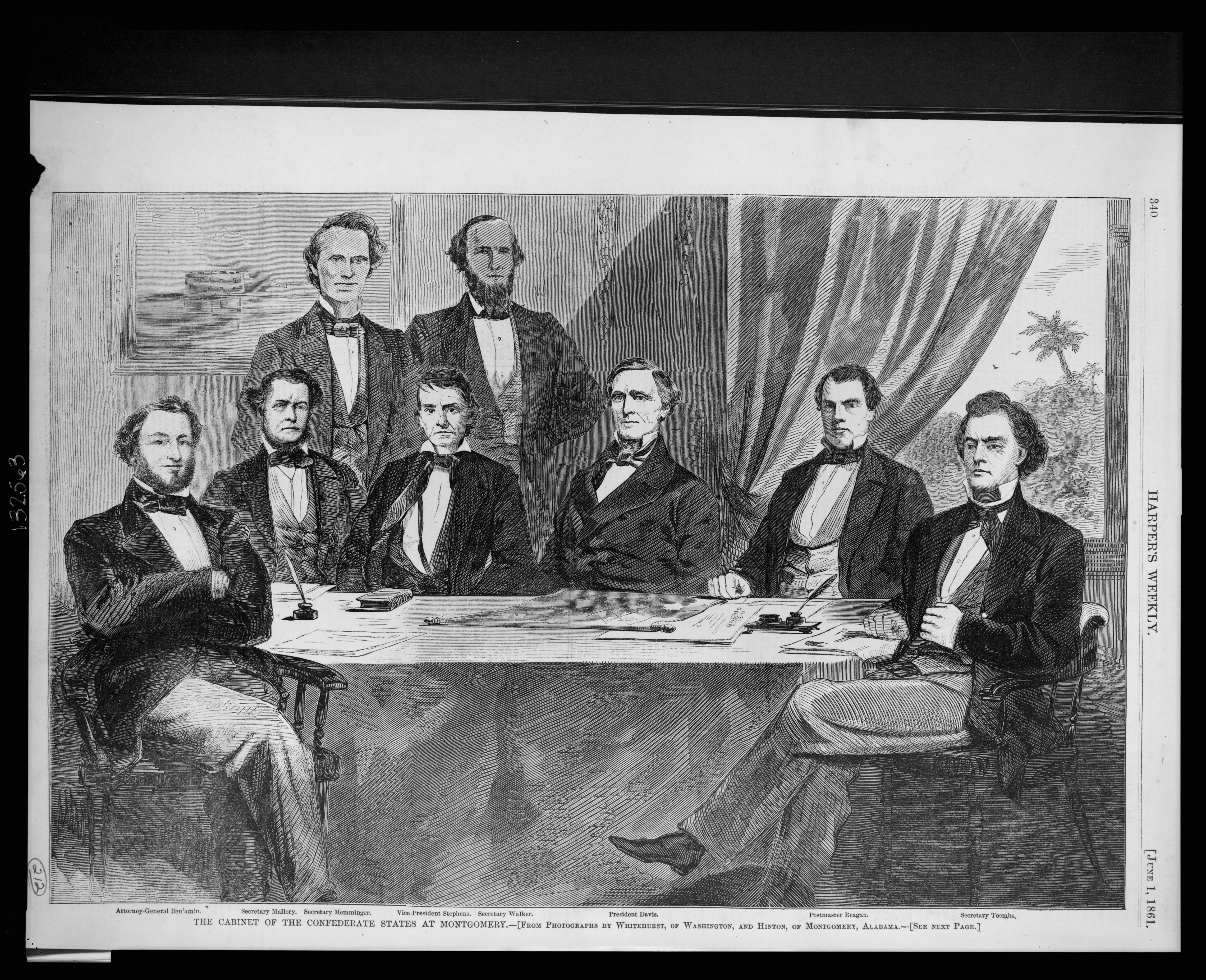
Primer Gabinet de la Confederació, L-R: Judah P. Benjamin, Stephen Mallory, Christopher Memminger, Alexander Stephens, LeRoy Pope Walker, Jefferson Davis, John H. Reagan i Robert Toombs.

Una convenció constitucional a Montgomery, Alabama, el va nomenar president provisional dels Estats Confederats d'Amèrica i va ser inaugurat el 18 de febrer, 1861. En les reunions de la seva pròpia legislatura de Mississipi, Davis havia argumentat en contra de la secessió.
I va nomenar immediatament una Comissió de Pau per resoldre les diferències de la Confederació amb la Unió. El març del 1861, abans que el bombardeig de Fort Sumter, la Comissió havia de viatjar a Washington DC, per oferir a pagar per qualsevol propietat federal en el territori del Sud, així com a la part sud del deute nacional, però no estava autoritzat a discutir les condicions per a la reunió. Va nomenar general P.G.T. Beauregard per enviar tropes confederades a les proximitats de Charleston, Carolina del Sud. Es va aprovar la decisió del gabinet per bombardejar el Fort Sumter, fet que inicià la Guerra Civil. Quan Virgínia va passar de la neutralitat i es va unir a la Confederació, es va traslladar la seu del govern a Richmond, Virgínia, era el maig de 1861. Tanmateix Davis i la seva família va fixar la seva residència a Montgomery, Alabama, a l'anomenada Casa Blanca de la Confederació a finals de maig.

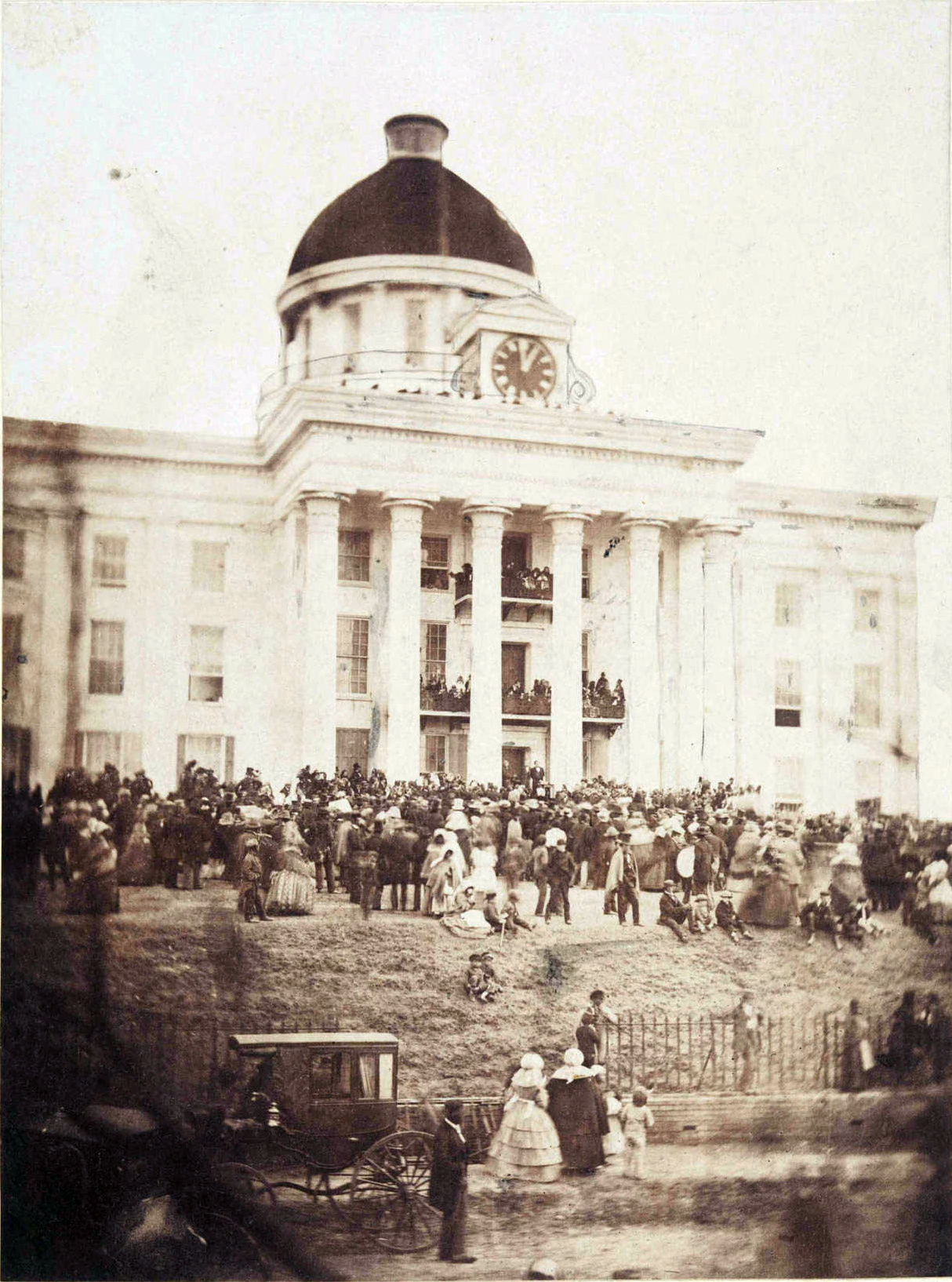
Jefferson Davis prestant jurament com a President dels Estats Confederats d'Amèrica el 18 de febrer de 1861, a les balconades del Alabama State Capitol.

Davis va ser elegit per un mandat de 6 anys com a president de la Confederació el 6 de novembre de 1861. Mai no havia servit durant un període complet en qualsevol càrrec electiu, en aquesta ocasió no seria diferent. Va inaugurar el mandat el 22 de febrer de 1862. El juny de 1862 es va assignar el general Robert E. Lee per substituir els ferits Joseph E. Johnston en el comandament de l'Exèrcit del Nord de Virgínia. Que al desembre va realitzar una gira dels exèrcits confederats a l'oest del país. Davis, en gran part prenia les principals decisions estratègiques pel seu compte, o les suggerides per Lee. Davis fou obertament pressionat per a l'adquisició de Cuba al final de la Guerra Civil.

L'agost de 1863 Davis va rebutjar l'oferta del general Lee de renúncia després de la seva derrota a la batalla de Gettysburg. Com la sort de la Confederació empitjorava per moments Davis, va visitar Geòrgia, amb la intenció d'elevar la moral. Però Gettysburg va marcar el punt d'inflexió en la guerra.
El 3 abril 1865, amb tropes de la Unió en virtut de Ulysses S. Grant a punt de prendre Richmond, Davis es va traslladar a Danville, Virginia, juntament amb el Gabinet de la Confederació. Va emetre la seva última proclamació oficial com a president de la Confederació, i després va anar al sud a Greensboro, Carolina del Nord. Pels volts del 12 d'abril, va rebre una carta de Lee anunciant la rendició i capitulació.
El President Jefferson Davis es va reunir amb el seu gabinet Confederat per última vegada el 5 de maig de 1865, a Washington, Geòrgia, i el Govern de la Confederació va ser oficialment dissolt. La reunió va tenir lloc a la casa d'oïda, la construcció de la sucursal del Banc de Geòrgia, amb 14 funcionaris presents. Davis va ser detingut el 10 de maig de 1865, a Irwinville, al Comtat d'Irwin, Geòrgia.

## Empresonament i la jubilació

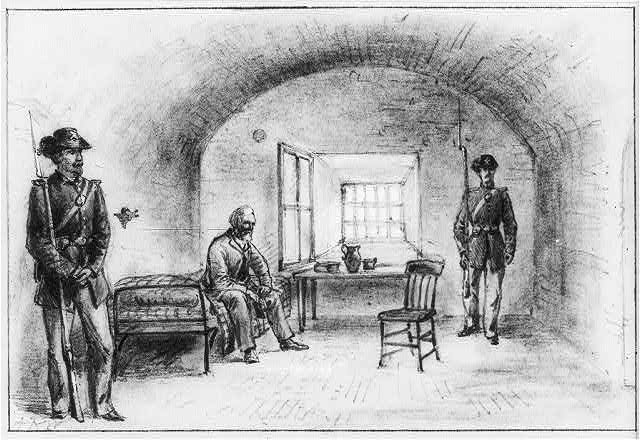
Davis durant el seu presidi a Monroe

El 19 de maig de 1865, Davis va ser empresonat a la fortalesa de Monroe, a la costa de Virgínia. Davis va ser acusat de traïció a la pàtria un any més tard. Mentre era a la presó, Davis va vendre els seus béns del Mississipi a un dels seus antics esclaus, Ben Montgomery. Montgomery va ser un gerent d'alguns negocis, mecànic i inventor que s'havia enriquit en part, per dirigir el seu propi negoci de rams generals. No obstant això, les inundacions van arruïnar els primers anys de Montgomery en les regnes, i no va poder donar volta un resultat inicial. La família Davis no estava disposat a perdonar el deute de la seva ex esclava, i va perdre la terra. Montgomery mai es va recuperar, i va morir poc després.
Després de dos anys de presó, va ser posat en llibertat sota fiança de 100.000 dòlars, que va ser pagada per prominents ciutadans d'ambdós estats del Nord i del Sud, incloent Horace Greeley, Cornelius Vanderbilt i Gerrit Smith (Smith, que doná suport a John Brown). Davis va visitar Canadà, Cuba i Europa. El desembre de 1868, el tribunal va rebutjar una moció per anul·lar l'acte de processament, però el fiscal va arxivar el cas el febrer de 1869.

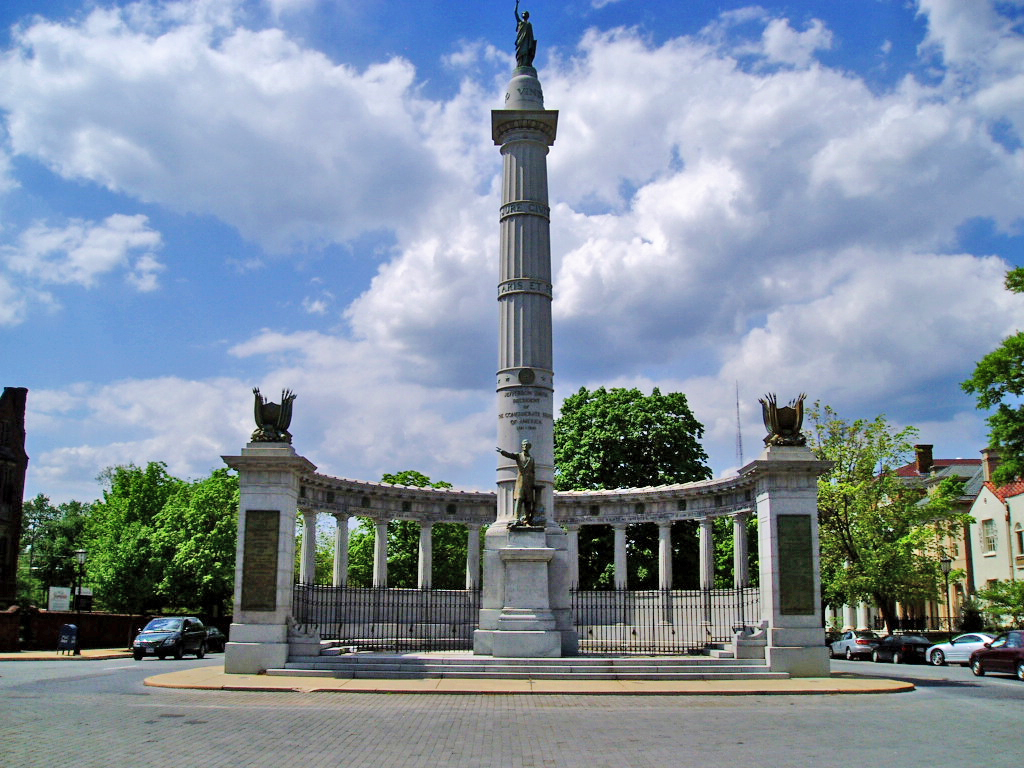
Monument a Davis, Richmond

El 1869, Davis es va convertir en president de la Carolina Life Insurance Company, a Memphis, Tennessee, i va residir a l'Hotel Peabody. Poc després el seu camarada Robert Lee mor, era el 1870, Davis va presidir la reunió commemorativa a Richmond, Virginia. Va rebutjar la possibilitat de convertir-se en el primer president de la Universitat Agrícola i Mecànica de Texas (ara Texas A & M University).
El 1876 es va promoure una societat per al foment del comerç dels EUA amb Amèrica del Sud. Davis va viatjar a Anglaterra i va tornar el 1878. Durant els propers tres anys, Davis escrigué L'ascens i la caiguda del Govern de la Confederació. Havent acabat el llibre, va visitar de nou Europa, i va viatjar a Alabama i Geòrgia l'any següent. Va completar una breu història dels Estats Confederats d'Amèrica l'octubre de 1889. Dos mesos després, el 6 de desembre, Davis va morir a Nova Orleans per causa desconeguda a l'edat de 81 anys. El seu enterrament va ser un dels més grans mai organitzat al Sud, i va incloure una desfilada contínua, dia i nit, de Nova Orleans a Richmond. Va ser enterrat al cementiri de Hollywood, a Richmond.